# Унзольд, Альбрехт Отто Иоганнес
Альбрехт Отто Иоганнес Унзольд (нем. Albrecht Otto Johannes Unsöld; 20 апреля 1905, Больхайм, − 23 сентября 1995) — немецкий астрофизик.

## Биография
Родился в Больхайме, образование получил в Тюбингенском и Мюнхенском университетах, учился у физика А. Зоммерфельда. В 1929 году — профессор физики и астрофизики Мюнхенского университета, в 1930—1932 годах — профессор Гамбургского университета. С 1932 года — профессор и директор Института теоретической физики Кильского университета. В 1958—1959 годах был ректором университета. С 1973 года стал эмеритом.
Основные труды в области теории звездных атмосфер. C 1927 занимался теорией образования линий поглощения в спектрах звезд, исследовал влияние различных расширяющих механизмов на форму и интенсивность линий поглощения. В 1930 показал, что ионизация водорода должна сильно влиять на стабильность солнечной атмосферы. Нашел, что в её глубоких слоях, где водород частично ионизован, должны развиваться конвективные движения, которыми может объясняться наблюдаемая грануляция на поверхности, а также некоторые явления солнечной активности. В 1932 разработал метод весовой функции для расчета интенсивностей слабых фраунгоферовых линий и крыльев сильных линий. Рассчитал таблицы, описывающие строение атмосфер Солнца и красных гигантов. Рассмотрел теоретические проблемы, связанные с исследованием химического состава атмосфер Солнца и звезд, определил содержание химических элементов в солнечной атмосфере и протуберанцах, впервые получил надежные оценки содержания элементов в атмосфере горячей звезды (τ Скорпиона). Выполнил ряд работ по радиоастрономии.
Награждён Медалью Кэтрин Брюс Тихоокеанского астрономического общества (1956), Золотой медалью Королевского астрономического общества (1957), Медалью Котениуса (1973).
В его честь назван астероид № 2842.

## Публикации

### На русском языке
- Унзольд А. Физика звездных атмосфер. Перевод с английского. — Москва: Издательство иностранной литературы, 1949.

### На немецком языке
- Albrecht Unsöld Physik der Sternatmosphären mit besonderer Berücksichtigung der Sonne (Springer, 1955, 1968, and 1982)
- Albrecht Unsöld Max Planck (Hirt, 1958)
- Albrecht Unsöld Über die mittleren Zustandsgrössen und Spektren der Sternatmosphären in Abhängigkeit von ihrem Wasserstoff- und Heliumgehalt (Vandenhoeck & Ruprecht, 1958)
- Albrecht Unsöld Der neue Kosmos (Springer, 1967 and 1981)
- Albrecht Unsöld The New Cosmos (Longmans, 1969)
- Albrecht Unsöld Sterne und Menschen: Aufsätze u. Voträge (Springer, 1972)
- Albrecht Unsöld Evolution kosmischer, biologischer und geistiger Strukturen (Wissenschaftliche Verlagsgesellschaft, 1981 and 1983)
- Albrecht Unsöld und Bodo Baschek Der neue Kosmos. Einführung in die Astronomie und Astrophysik (Springer-Verlag GmbH, 1991, 2001, and 2004)
- Albrecht Unsöld und Bodo Baschek The New Cosmos (Heidelberg Science Library) (Springer-Verlag GmbH, 1991)
- Albrecht Unsöld, Bodo Baschek, W.D. Brewer (Translator) The New Cosmos: An Introduction to Astronomy and Astrophysics (Springer, 5th Edition, 2005) ISBN 978-3-540-67877-9